# 山梨县立女子短期大学
山梨县立女子短期大学（日语：／ Yamanashikenritsu Joshi Tanki Daigaku *），简称县短（けんたん），是过去一所位于日本山梨县甲府市的公立短期大学。

## 概要

### 简介
- 短期大学为于1966年开办[1]、由山梨县经营。招生到于2004年、停办于2006年[2]。

### 历史
- 1966年 山梨县立女子短期大学成立并同时设置三个学科、以下列举。
  - 家政科
  - 幼儿教育科
  - 日文科
- 1990年 国际教养科成立、家政科改名为生活科学科。
- 2004年 招生最后、次年停止招生（正式停办于2006年6月14日[2]）。

## 学校环境
- 校区：在了山梨县甲府市[注 1]

## 历任校长
- 花井重治：第一代短期大学校长[3]。

## 组织

### 学科
- 生活科学科
- 幼儿教育科
- 日文科
- 国际教养科

### 专科
| - 没有 |

### 业余课程
| - 没有 |

## 相关链接
- 日本短期大学列表
- 山梨县立护理大学短期大学部